# Hygophum atratum
Hygophum atratum és una espècie de peix de la família dels mictòfids i de l'ordre dels mictofiformes.

## Morfologia
- Els mascles poden assolir 6 cm de longitud total.
- Nombre de vèrtebres: 35-37.[3]

## Reproducció
És ovípar amb larves i ous planctònics.

## Hàbitat
És un peix marí i d'aigües profundes que viu entre 600-3.132 m de fondària.

## Distribució geogràfica
Es troba al Pacífic oriental (entre 30°N-30°S) i el Mar de la Xina Meridional.